# Сусупе

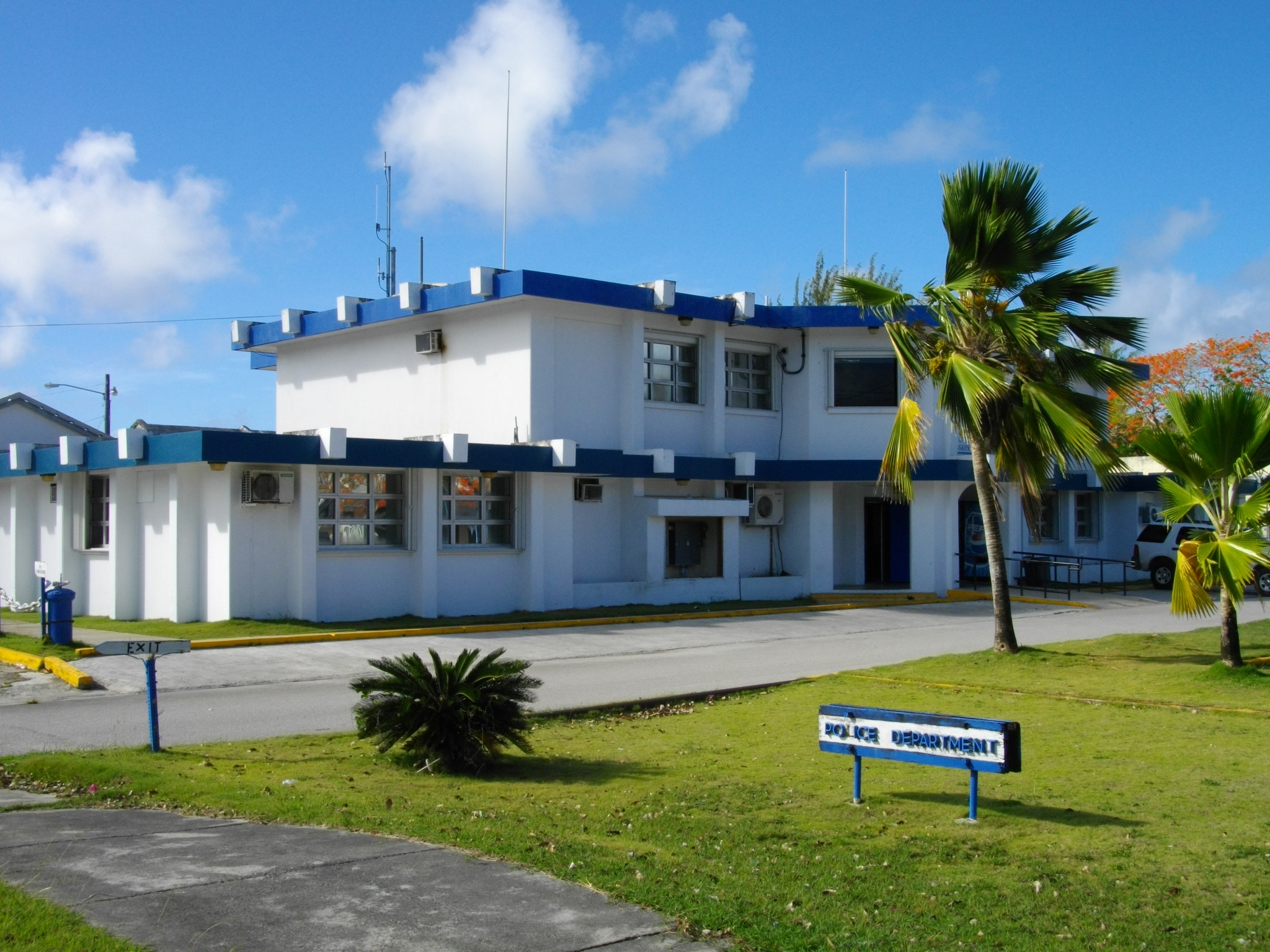
Главное отделение полиции в Сусупе

Сусупе — населённый пункт (формально город, фактически поселение) в юго-западной части острова Сайпан, входящего в состав владения США Северные Марианские Острова в Тихом океане. Поселение является фактическим административным центром территории, в нём располагается большая часть государственных учреждений (несмотря на это, официально административным центром считается Капитолийский холм, где располагаются правительство и парламент). Население по состоянию на 2000 год составляло 2083 человека.
В период японского правления на Марианских островах (Япония владела ими в период с 1918 года, получив их как часть подмандатной территории, сформированной решением Лиги Наций из бывших германских владений в северной Океании, по 1944 год, когда эти территории были оккупированы США в ходе Второй мировой войны) около Сусупе были основаны плантации сахарного тростника и кофе, а сам порт стал важным центром по торговле сельскохозяйственными продуктами в Южных морях. В ходе битвы за Сайпан во время Второй мировой войны были разрушены построенное японцами святилище (дзиндзя) Минамикё, католическая церковь и несколько сахарных заводов. После войны, перейдя к США, поселение стало административным центром и Мариан, и всей северной Океании: в нём располагались правительственные здания, отели и курорт, предприятия текстильной и пищевой промышленности. Значение Сусупе несколько снизилось после 1962 года, когда был основан Капитолийский холм, однако поселение и поныне остаётся крупнейшим населённым пунктам на Северных Марианских островах.
Рядом с Сусупе расположено одноимённое пресноводное озеро — единственное на Сайпане, а вокруг него — 17 небольших прудов. Окрестности озера населяют 17 видов птиц, являющихся эндемиками острова.
В 3 км к северо-западу от Сусупе расположен международный аэропорт Сайпан. Общественного транспорта как такового в городе нет, но есть два маршрута пригородных автобусов для туристов: к отелю в центре города и к поселению Гарапан.
В Сусупе расположены почти все государственные учреждения Северных Мариан, за исключением правительства и парламента: Верховный суд, суд низшей инстанции, офис прокурора, бюро по иммиграции, центральный полицейский участок, центральное отделение пожарной охраны, тюрьма, а также городской парк, публичная библиотека и стадион. В поселении расположены также две средних школы, два отеля, торговый центр и бизнес-центр, центральный рынок, католический собор, руины синтоистского святилища, разрушенного во время войны, и кладбище японских солдат.